# Liste des maires et lords-maires de Cardiff
Liste des maires et lords-maires de Caerdydd

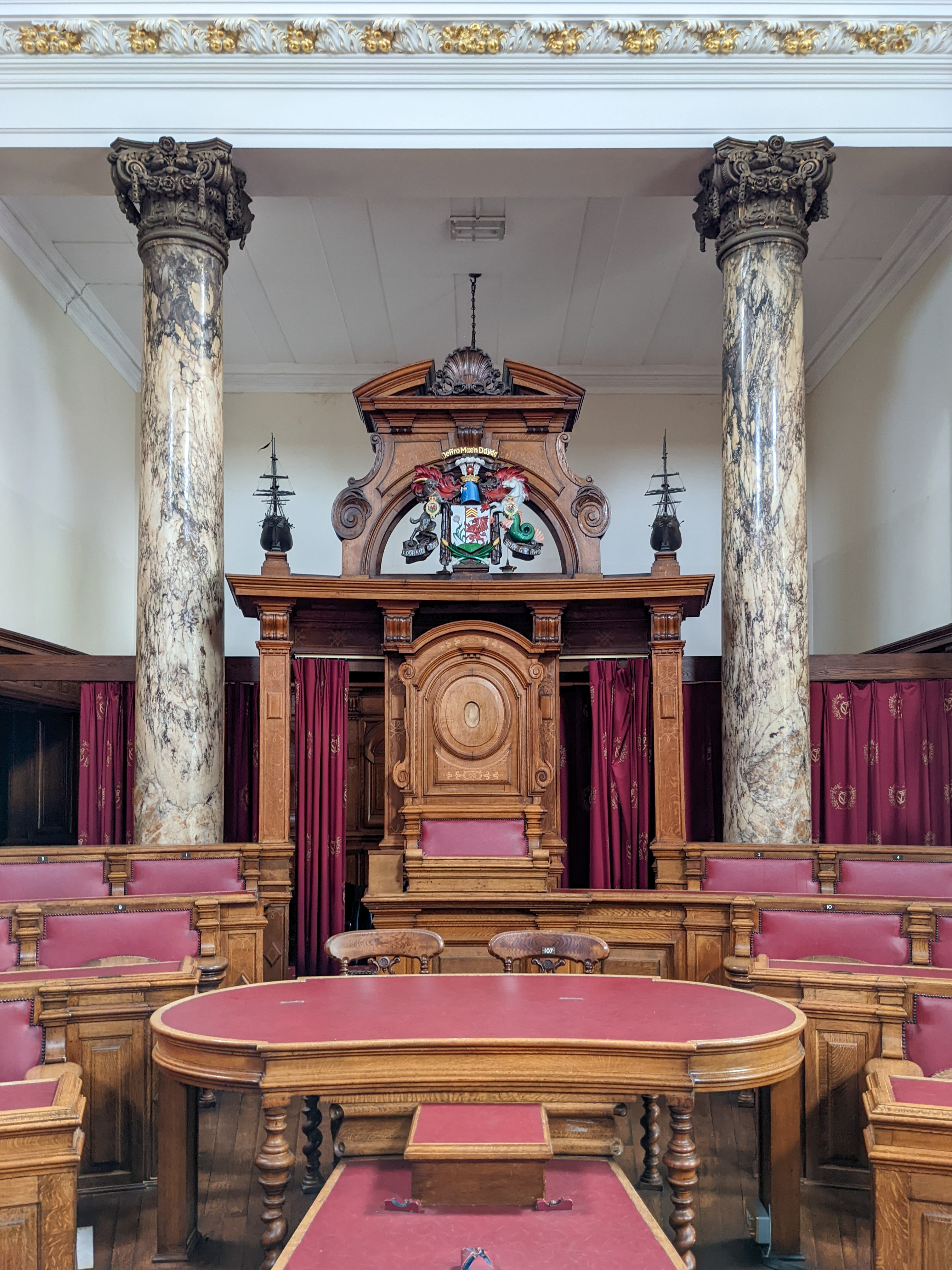
Chaire de la chambre du Conseil sur laquelle le lord-maire siège à l’hôtel de cité.

La liste suivante s’attache à présenter l’ensemble des maires et lords-maires de Cardiff, selon l’intitulé officiel du territoire en anglais, ou, des maires et lords-maires de Caerdydd, selon son appellation galloise, depuis le 1er janvier 1836.
Les présidents des institutions municipales de Cardiff ont porté des titres et dirigé des organes différents depuis le début du XIXe siècle. Initialement qualifié de « maire », le président de l’assemblée municipale prend le titre de « lord-maire » lorsque le territoire est érigé en cité en 1905. Il dirige successivement :
- le conseil de borough (de 1836 à 1889) ;
- le conseil de borough de comté (de 1889 à 1974), traité de « conseil de cité » à partir de 1905 ;
- le conseil de district (de 1974 à 1996), traité de « conseil de cité » ;
- le conseil de comté (à partir de 1996), traité de « conseil de comté de la cité et comté » depuis 1996.

## Liste des maires

### Borough (1836-1889)
| Rang                                                  | Nom                         | Appartenance politique | Appartenance politique                                           | Année municipale       | Mandat             | Mandat      | Mandat             | Mandat          | Note                                                                                       |
| Rang                                                  | Nom                         | Appartenance politique | Appartenance politique                                           | Année municipale       | Qualité            | Mandant     | Désignation        | Section         | Note                                                                                       |
| ----------------------------------------------------- | --------------------------- | ---------------------- | ---------------------------------------------------------------- | ---------------------- | ------------------ | ----------- | ------------------ | --------------- | ------------------------------------------------------------------------------------------ |
| 1                                                     | Thomas Revel Guest          |                        |                                                                  | 1836                   | Échevin            | Conseillers | Nomination en 1836 |                 | Premier maire du conseil de borough                                                        |
| 2                                                     | Charles Crofts Williams     |                        |                                                                  | 1836-1837              | Échevin            | Conseillers | Nomination en 1836 |                 |                                                                                            |
| 3                                                     | Henry Morgan                |                        |                                                                  | 1837-1838              | Échevin            | Conseillers | Nomination en 1837 |                 |                                                                                            |
| 4                                                     | Charles Crofts Williams     |                        |                                                                  | 1838-1839              | Échevin            | Conseillers | Nomination en 1836 | Deuxième mandat |                                                                                            |
| 5                                                     | Richard Reece               |                        |                                                                  | 1839-1840              | Échevin            | Conseillers | Nomination en 1839 |                 |                                                                                            |
| 6                                                     | David Evans                 |                        |                                                                  | 1840-1841              | Échevin            | Conseillers | Nomination en 1840 |                 |                                                                                            |
| 7                                                     | James Lewis                 |                        |                                                                  | 1841-1842              | Conseiller         | Bourgeois   | Élection en 1835   | North           | Premier maire issu du collège des conseillers                                              |
| 8                                                     | Charles Crofts Williams     |                        |                                                                  | 1842-1843              | Échevin            | Conseillers | Nomination en 1836 |                 | Troisième mandat                                                                           |
| 9                                                     | Henry Morgan                |                        |                                                                  | 1843-1844              | Échevin            | Conseillers | Nomination en 1836 | Second mandat   |                                                                                            |
| 10                                                    | William Jonas Watson        |                        |                                                                  | 1844-1845 (incomplète) | Conseiller         | Bourgeois   | Élection en 1835   | North           | Mort pendant l’exercice de la fonction                                                     |
| Vacance de la fonction (17 octobre — 8 novembre 1845) |                             |                        |                                                                  |                        |                    |             |                    |                 |                                                                                            |
| 11                                                    | Richard Reece               |                        |                                                                  | 1845-1846              | Échevin            | Conseillers | Nomination en 1839 |                 | Second mandat                                                                              |
| 12                                                    | James Lewis                 |                        |                                                                  | 1846-1847              | Conseiller         | Bourgeois   | Élection en 1846   | North           | Second mandat et nomination au sein du collège échevinal pendant l’exercice de sa fonction |
| 12                                                    | James Lewis                 | Échevin                | Conseillers                                                      | 1846-1847              | Nomination en 1847 |             |                    |                 | Second mandat et nomination au sein du collège échevinal pendant l’exercice de sa fonction |
| 13                                                    | Richard Lewis Reece         |                        |                                                                  | 1847-1848              | Conseiller         | Bourgeois   | Élection en 1845   | North           |                                                                                            |
| 14                                                    | Walter Coffin (en)          |                        |                                                                  | 1848-1849              | Échevin            | Conseillers | Nomination en 1836 |                 |                                                                                            |
| 15                                                    | Charles Vachell (en)        |                        |                                                                  | 1849-1850              | Conseiller         | Bourgeois   | Élection en 1835,  | North,          | Premier mandat                                                                             |
| 16                                                    | William Bird                |                        |                                                                  | 1850-1851              | Conseiller         | Bourgeois   | Élection en 1835   | North           |                                                                                            |
| 17                                                    | Griffith Phillips           |                        |                                                                  | 1851-1852              | Conseiller         | Bourgeois   | Élection en 1845   | North           |                                                                                            |
| 18                                                    | William Williams            |                        |                                                                  | 1852-1853              | Conseiller         | Bourgeois   | Élection en 1845   | South           |                                                                                            |
| 19                                                    | John Batchelor (en)         |                        | Parti libéral                                                    | 1853-1854              | Conseiller         | Bourgeois   | Élection en 1850,  | South,          |                                                                                            |
| 20                                                    | David Lewis                 |                        |                                                                  | 1854-1855              | Conseiller         | Bourgeois   |                    |                 |                                                                                            |
| 21                                                    | Charles Vachell (en)        |                        |                                                                  | 1855-1856              | Échevin            | Conseillers | Nomination en 1855 |                 | Second mandat                                                                              |
| 22                                                    | Sydney Dan Jenkins          |                        |                                                                  | 1856-1857              | Conseiller         | Bourgeois   | Élection en 1855   | South           |                                                                                            |
| 23                                                    | Charles Croft Williams      |                        |                                                                  | 1857-1858              | Échevin            | Conseillers | Nomination en 1836 |                 | Quatrième mandat                                                                           |
| 24                                                    | Charles Croft Williams      | 1858-1859              | Cinquième mandat et premier maire nommé deux années consécutives |                        | Échevin            | Conseillers | Nomination en 1836 |                 |                                                                                            |
| 25                                                    | William Alexander           |                        |                                                                  | 1859-1860              | Conseiller         | Bourgeois   | Élection en 1853   | South           |                                                                                            |
| 26                                                    | Charles Williams David      |                        |                                                                  | 1860-1861              | Conseiller         | Bourgeois   | Élection en 1859   | North           | Premier mandat                                                                             |
| 27                                                    | Charles Williams David      | 1861-1862              | Deuxième mandat                                                  |                        | Conseiller         | Bourgeois   | Élection en 1859   | North           |                                                                                            |
| 28                                                    | John Bird                   |                        |                                                                  | 1862-1863              | Conseiller         | Bourgeois   | Élection en 1858   | North           | Premier mandat                                                                             |
| 29                                                    | John Bird                   | 1863-1864              | Second mandat                                                    |                        | Conseiller         | Bourgeois   | Élection en 1858   | North           |                                                                                            |
| 30                                                    | James Pride                 |                        |                                                                  | 1864-1865              | Échevin            | Conseillers | Nomination en 1859 |                 |                                                                                            |
| 31                                                    | William Bradley Watkins     |                        |                                                                  | 1865-1866              | Échevin            | Conseillers | Nomination en 1860 |                 |                                                                                            |
| 32                                                    | Charles Williams David      |                        |                                                                  | 1866-1867              | Conseiller         | Bourgeois   | Élection en 1859   | North           | Troisième mandat                                                                           |
| 33                                                    | Richard Lewis Reece         |                        |                                                                  | 1867-1868              | Échevin            | Conseillers | Nomination en 1859 |                 | Second mandat                                                                              |
| 34                                                    | Thomas Evans                |                        |                                                                  | 1868-1869              | Conseiller         | Bourgeois   | Élection en 1861   | North           |                                                                                            |
| 35                                                    | Edward Whiffen              |                        |                                                                  | 1869-1870              | Conseiller         | Bourgeois   | Élection en 1862   | North           |                                                                                            |
| 36                                                    | Charles Williams David      |                        |                                                                  | 1870-1871              |                    |             |                    |                 |                                                                                            |
| 37                                                    | Charles Williams David      | 1871-1872              |                                                                  |                        |                    |             |                    |                 |                                                                                            |
| 38                                                    | Henry Bowen                 |                        |                                                                  | 1872-1873              |                    |             |                    |                 |                                                                                            |
| 39                                                    | William Vachell             |                        |                                                                  | 1873-1874              |                    |             |                    |                 |                                                                                            |
| 40                                                    | Daniel Jones                |                        |                                                                  | 1874-1875              |                    |             |                    |                 |                                                                                            |
| 41                                                    | Daniel Jones                | 1875-1876              |                                                                  |                        |                    |             |                    |                 |                                                                                            |
| 42                                                    | Joseph Elliott              |                        |                                                                  | 1876-1877              |                    |             |                    |                 |                                                                                            |
| 43                                                    | William Taylor              |                        |                                                                  | 1877-1878              |                    |             |                    |                 |                                                                                            |
| 44                                                    | Daniel Lewis                |                        |                                                                  | 1878-1879              |                    |             |                    |                 |                                                                                            |
| 45                                                    | John McConnochie            |                        |                                                                  | 1879-1880              |                    |             |                    |                 |                                                                                            |
| 46                                                    | Rees Jones                  |                        |                                                                  | 1880-1881              |                    |             |                    |                 |                                                                                            |
| 47                                                    | Alfred Thomas (en)          |                        |                                                                  | 1881-1882              | Conseiller         | Bourgeois   | Élection en 1875   |                 | Citoyen d’honneur du borough (1887)                                                        |
| 48                                                    | Alfred Gaius Augustus Stone |                        |                                                                  | 1882-1883              |                    |             |                    |                 |                                                                                            |
| 49                                                    | Robert Bird (en)            |                        |                                                                  | 1883-1884              |                    |             |                    |                 |                                                                                            |
| 50                                                    | Andrew Fulton               |                        |                                                                  | 1884-1885              |                    |             |                    |                 |                                                                                            |
| 51                                                    | David Edgar Jones           |                        |                                                                  | 1885-1886              |                    |             |                    |                 |                                                                                            |
| 52                                                    | Morgan Morgan (en)          |                        |                                                                  | 1886-1887              |                    |             |                    |                 |                                                                                            |
| 53                                                    | Thomas Windsor Jacobs       |                        |                                                                  | 1887-1888              |                    |             |                    |                 |                                                                                            |
| 54                                                    | David Jones                 |                        |                                                                  | 1888-1889 (incomplète) |                    |             |                    |                 | Dernier maire du conseil de borough                                                        |

### Borough de comté (1889-1905)
| Rang | Nom                                                    | Appartenance politique | Appartenance politique | Année municipale  | Mandat             | Mandat    | Mandat           | Mandat  | Note                                                                 |
| Rang | Nom                                                    | Appartenance politique | Appartenance politique | Année municipale  | Qualité            | Mandant   | Désignation      | Section | Note                                                                 |
| ---- | ------------------------------------------------------ | ---------------------- | ---------------------- | ----------------- | ------------------ | --------- | ---------------- | ------- | -------------------------------------------------------------------- |
| 54   | David Jones                                            |                        |                        | 1889 (incomplète) |                    |           |                  |         | Premier maire du conseil de borough de comté                         |
| 55   | William Saunders                                       |                        |                        | 1889-1890         |                    |           |                  |         |                                                                      |
| 56   | John Crichton-Stuart, troisième marquis de Bute        |                        |                        | 1890-1891         |                    |           |                  |         |                                                                      |
| 57   | Thomas Rees                                            |                        |                        | 1891-1892         |                    |           |                  |         |                                                                      |
| 58   | William Edmund Vaughan                                 |                        |                        | 1892-1893         |                    |           |                  |         |                                                                      |
| 59   | William John Trounce                                   |                        |                        | 1893-1894         | Conseiller         | Bourgeois | Élection en 1878 |         |                                                                      |
| 60   | Patrick William Carey                                  |                        |                        | 1894-1895         |                    |           |                  |         |                                                                      |
| 61   | Robert George Windsor-Clive, premier comte de Plymouth |                        | Parti conservateur     | 1895-1896         |                    |           |                  |         | Lord-lieutenant du Glamorganshire Trésorier général (en) (1891-1892) |
| 62   | Ebenezer Beavan                                        |                        |                        | 1896-1897         | Conseiller         | Bourgeois | Élection en 1879 |         |                                                                      |
| 63   | Joseph Ramsdale                                        |                        |                        | 1897-1898         |                    |           |                  |         |                                                                      |
| 64   | Thomas Morel                                           |                        |                        | 1898-1899         |                    |           |                  |         |                                                                      |
| 65   | Samuel Arthur Brain (en)                               |                        |                        | 1899-1900         |                    |           |                  |         |                                                                      |
| 66   | Thomas Andrews                                         |                        |                        | 1900-1901         |                    |           |                  |         |                                                                      |
| 67   | Francis John Beavan                                    |                        |                        | 1901-1902         | Conseiller         | Bourgeois | Élection en 1887 |         | Citoyen d’honneur de la cité (1910)                                  |
| 68   | Edward Thomas                                          |                        |                        | 1902-1903         | Conseiller         | Bourgeois | Élection en 1890 |         |                                                                      |
| 69   | John Jenkins (en)                                      |                        |                        | 1903-1904         |                    |           |                  |         |                                                                      |
| 70   | Robert Hughes                                          |                        |                        | 1904-1905         | Conseiller         | Bourgeois | Élection en 1892 |         | Dernier maire du conseil de borough de comté                         |
| 70   | Robert Hughes                                          | Échevin                | Conseillers            | 1904-1905         | Nomination en 1904 |           |                  |         | Dernier maire du conseil de borough de comté                         |

## Liste des lords-maires

### Borough de comté (1905-1974)
| Rang | Nom                         | Appartenance politique | Appartenance politique | Année municipale | Mandat             | Mandat             | Mandat             | Mandat              | Note                                              |
| Rang | Nom                         | Appartenance politique | Appartenance politique | Année municipale | Qualité            | Mandant            | Désignation        | Section             | Note                                              |
| ---- | --------------------------- | ---------------------- | ---------------------- | ---------------- | ------------------ | ------------------ | ------------------ | ------------------- | ------------------------------------------------- |
| 1    | Robert Hughes               |                        |                        | 1905-1906        | Échevin            | Conseillers        | Nomination en 1904 |                     | Premier lord-maire du conseil de borough de comté |
| 2    | William Smith Crossman      |                        |                        | 1906-1907        | Conseiller         | Citoyens           | Élection en 1892   |                     |                                                   |
| 3    | Illtyd Thomas               |                        |                        | 1907-1908        | Conseiller         | Citoyens           | Élection en 1907   |                     |                                                   |
| 3    | Illtyd Thomas               | Échevin                | Conseillers            | 1907-1908        | Nomination en 1908 |                    |                    |                     |                                                   |
| 4    | Lewis Morgan                |                        |                        | 1908-1909        | Échevin            | Nomination en 1907 |                    |                     |                                                   |
| 5    | John Chappell               |                        |                        | 1909-1910        | Conseiller         | Citoyens           | Élection en 1897   |                     |                                                   |
| 5    | John Chappell               | Échevin                | Conseillers            | 1909-1910        | Nomination en 1910 |                    |                    |                     |                                                   |
| 6    | Charles Hayward Bird        |                        |                        | 1910-1911        |                    |                    |                    |                     |                                                   |
| 7    | John Wesley Courtis         |                        |                        | 1911-1912        |                    |                    |                    |                     |                                                   |
| 8    | Morgan Thomas               |                        |                        | 1912-1913        |                    |                    |                    |                     |                                                   |
| 9    | James Robinson              |                        |                        | 1913-1914        |                    |                    |                    |                     |                                                   |
| 10   | John Thomas Richards        |                        |                        | 1914-1915        |                    |                    |                    |                     |                                                   |
| 11   | Robert James Smith          |                        |                        | 1915-1916        |                    |                    |                    |                     |                                                   |
| 12   | Joseph Stanfield            |                        |                        | 1916-1917        |                    |                    |                    |                     |                                                   |
| 13   | William Roberts             |                        |                        | 1917-1918        |                    |                    |                    |                     |                                                   |
| 14   | Amos Child Kirk             |                        |                        | 1918-1919        |                    |                    |                    |                     |                                                   |
| 15   | G. F. Forsdike              |                        | Parti libéral          | 1919-1920        |                    |                    |                    |                     |                                                   |
| 16   | James Taylor                |                        |                        | 1920-1921        |                    |                    |                    |                     |                                                   |
| 17   | F. H. Turnbull              |                        |                        | 1921-1922        |                    |                    |                    |                     |                                                   |
| 18   | John James Edgerton Biggs   |                        |                        | 1922-1923        |                    |                    |                    |                     |                                                   |
| 19   | Sydney Osborne Jenkins      |                        |                        | 1923-1924        |                    |                    |                    |                     |                                                   |
| 20   | William Hampton Pethybridge |                        |                        | 1924-1925        |                    |                    |                    |                     |                                                   |
| 21   | William Francis             |                        |                        | 1925-1926        |                    |                    |                    |                     |                                                   |
| 22   | William Grey                |                        |                        | 1926-1927        |                    |                    |                    |                     |                                                   |
| 23   | Arthur John Howell          |                        |                        | 1927-1928        |                    |                    |                    |                     |                                                   |
| 24   | William Richard Williams    |                        |                        | 1928-1929        | Conseiller         | Citoyens           | Élection en 1913   |                     | Citoyen d’honneur de la cité (1954)               |
| 25   | William Charles             |                        |                        | 1929-1930        |                    |                    |                    |                     |                                                   |
| 26   | Robert Gerard Hill-Snook    |                        |                        | 1930-1931        |                    |                    |                    |                     |                                                   |
| 27   | Charles William Melhuish    |                        |                        | 1931-1932        |                    |                    |                    |                     |                                                   |
| 28   | Charles Fletcher Sanders    |                        |                        | 1932-1933        |                    |                    |                    |                     |                                                   |
| 29   | Arthur Ernest Gough         |                        |                        | 1933-1934        |                    |                    |                    |                     |                                                   |
| 30   | John Donovan                |                        |                        | 1934-1935        |                    |                    |                    |                     |                                                   |
| 31   | George Frederick Evans      |                        |                        | 1935-1936        |                    |                    |                    |                     |                                                   |
| 32   | Herbert Hiles               |                        |                        | 1936-1937        |                    |                    |                    |                     |                                                   |
| 33   | Oliver Cuthbert Purnell     |                        |                        | 1937-1938        |                    |                    |                    |                     |                                                   |
| 34   | William Gough Howell        |                        |                        | 1938-1939        |                    |                    |                    |                     |                                                   |
| 35   | Henry Johns                 |                        |                        | 1939-1940        |                    |                    |                    |                     |                                                   |
| 36   | Charles Henry McCale        |                        |                        | 1940-1941        |                    |                    |                    |                     |                                                   |
| 37   | James Hellyer               |                        |                        | 1941-1942        |                    |                    |                    |                     |                                                   |
| 38   | James Griffiths             |                        |                        | 1942-1943        |                    |                    |                    |                     |                                                   |
| 39   | Frederick Jones             |                        |                        | 1943-1944        |                    |                    |                    |                     |                                                   |
| 40   | Walter Howell Parker        |                        |                        | 1944-1945        |                    |                    |                    |                     |                                                   |
| 41   | Walter Robert Wills         |                        |                        | 1945-1946        |                    |                    |                    |                     |                                                   |
| 42   | George James Ferguson       |                        |                        | 1946-1947        |                    |                    |                    |                     |                                                   |
| 43   | Richard Gruffydd Robinson   |                        |                        | 1947-1948        |                    |                    |                    |                     |                                                   |
| 44   | Richard Gruffydd Robinson   | 1948-1949              |                        |                  |                    |                    |                    |                     |                                                   |
| 45   | Timothy James Kerrigan      |                        |                        | 1949-1950        |                    |                    |                    |                     |                                                   |
| 46   | George Williams             |                        | Parti libéral          | 1950-1951        | Échevin            | Conseillers        | Nomination en 1848 |                     |                                                   |
| 47   | Robert Bevan                |                        |                        | 1951-1952        |                    |                    |                    |                     |                                                   |
| 48   | William Henry James Muston  |                        |                        | 1952-1953        |                    |                    |                    |                     |                                                   |
| 49   | James Patrick Collins       |                        |                        | 1953-1954        |                    |                    |                    |                     |                                                   |
| 50   | George Llewellyn Ferrier    |                        |                        | 1954-1955        |                    |                    |                    |                     |                                                   |
| 51   | Frank Chapman               |                        |                        | 1955-1956        |                    |                    |                    |                     |                                                   |
| 52   | Daniel Thomas Williams      |                        |                        | 1956-1957        |                    |                    |                    |                     |                                                   |
| 53   | John Hinds Morgan           |                        |                        | 1957-1958        |                    |                    |                    |                     |                                                   |
| 54   | Arthur James Williams (en)  |                        |                        | 1958-1959        |                    |                    |                    |                     |                                                   |
| 55   | Helena Evans                |                        |                        | 1959-1960        |                    |                    |                    |                     | Première femme lord-maire                         |
| 56   | Mary Dorothy Lewis          |                        |                        | 1960-1961        |                    |                    |                    |                     |                                                   |
| 57   | Edward Ewart Pearce         |                        |                        | 1961-1962        |                    |                    |                    |                     |                                                   |
| 58   | Clifford Arthur Bence       |                        |                        | 1962-1963        |                    |                    |                    |                     |                                                   |
| 59   | Charles Augustine Horwood   |                        |                        | 1963-1964        |                    |                    |                    |                     |                                                   |
| 60   | William John Hartland       |                        |                        | 1964-1965        |                    |                    |                    |                     |                                                   |
| 61   | Miriam Clarice Bryant       |                        |                        | 1965-1966        |                    |                    |                    |                     |                                                   |
| 62   | Herbert Edward Edmonds      |                        |                        | 1966-1967        |                    |                    |                    |                     |                                                   |
| 63   | Eric Charles Dolman (en)    |                        |                        | 1967-1968        |                    |                    |                    |                     |                                                   |
| 64   | James Reginald Lyons        |                        |                        | 1968-1969        |                    |                    |                    |                     |                                                   |
| 65   | Adrian Lincoln Hallinan     |                        |                        | 1969-1970        |                    |                    |                    |                     |                                                   |
| 66   | Thomas Ernest Merrells      |                        |                        | 1970-1971        |                    |                    |                    |                     |                                                   |
| 67   | Hugh Ferguson-Jones         |                        |                        | 1971-1972        | Échevin            | Conseillers        |                    |                     |                                                   |
| 68   | Winifred Mathias            |                        |                        | 1972-1973        | Échevine           | Conseillers        |                    |                     |                                                   |
| 69   | Gerald Turnbull             |                        | Parti conservateur     | 1973-1974        | Conseiller         | Citoyens           |                    | Penylan (1973-1974) | Dernier lord-maire du conseil de borough de comté |

### District (1974-1996)
| Rang | Nom                       | Appartenance politique | Appartenance politique | Année municipale | Cycle électif | Section électorale                                               | Note                                                 |
| ---- | ------------------------- | ---------------------- | ---------------------- | ---------------- | ------------- | ---------------------------------------------------------------- | ---------------------------------------------------- |
| 70   | Albert Huish              |                        | Parti travailliste     | 1974-1975        | 1973-1976     | Plasmawr (1974-1979)                                             | Premier lord-maire du conseil de district            |
| 71   | Charles Hallinan          |                        | Parti conservateur     | 1975-1976        | 1973-1976     | Llandaff (1974-1976)                                             |                                                      |
| 72   | John Jones                |                        | Parti travailliste     | 1976-1977        | 1976-1979     | Adamsdown (1974-1983)                                            | Conseiller de comté du Glamorgan-du-Sud (1974-1981)  |
| 73   | David Purnell             |                        | Parti conservateur     | 1977-1978        | 1976-1979     | Whitchurch (1974-1979)                                           | Conseiller de comté du Glamorgan-du-Sud (1977-1981)  |
| 74   | William Carling           |                        | Parti travailliste     | 1978-1979        | 1976-1979     | Ely (1974-1983)                                                  |                                                      |
| 75   | Arabella Brown            |                        | Parti conservateur     | 1979-1980        | 1979-1983     | Canton (1974-1987)                                               | Conseillère de comté du Glamorgan-du-Sud (1974-1985) |
| 76   | John Edwards              |                        | Parti travailliste     | 1980-1981        | 1979-1983     | Cathays (1974-1983)                                              |                                                      |
| 77   | Ronald Watkiss            |                        | Parti conservateur     | 1981-1982        | 1979-1983     | Llanishen (1974-1979) et Heath (1979-1991)                       |                                                      |
| 78   | Philip Dunleavy (en)      |                        | Parti travailliste     | 1982-1983        | 1979-1983     | South (1974-1983)                                                |                                                      |
| 79   | Olwen Watkin              |                        | Parti conservateur     | 1983-1984        | 1984-1987     | Plasnewydd (1979-1987)                                           |                                                      |
| 80   | Albert Buttle             |                        | Parti travailliste     | 1984-1985        | 1984-1987     | Ely (de 1973 à 1976 et de 1983 à 1991)                           |                                                      |
| 81   | Norman Lloyd-Edwards (en) |                        | Parti conservateur     | 1985-1986        | 1984-1987     | Roath (1974-1987)                                                |                                                      |
| 82   | David Evans               |                        | Parti travailliste     | 1986-1987        | 1984-1987     | Fairwater (1983-1996)                                            |                                                      |
| 83   | Julius Hermer             |                        | Parti conservateur     | 1987-1988        | 1987-1991     | Llandaff (1976-1996)                                             |                                                      |
| 84   | William Herbert           |                        | Parti travailliste     | 1988-1989        | 1987-1991     | Central (1974-1996)                                              |                                                      |
| 85   | Mary Jones                |                        | Parti conservateur     | 1989-1990        | 1987-1991     | Llandaff (1987-1996)                                             |                                                      |
| 86   | John Smith                |                        | Parti travailliste     | 1990-1991        | 1987-1991     | South (1976-1983) et Grangetown (1983-1996)                      |                                                      |
| 87   | Jeffrey Sainsbury         |                        | Parti conservateur     | 1991-1992        | 1991-1996     | Llanishen (1974-1983) et Rhiwbina (1983-1996)                    |                                                      |
| 88   | Derek Allinson            |                        | Parti travailliste     | 1992-1993        | 1991-1996     | Cathays (1976-1996)                                              |                                                      |
| 89   | Victor Riley              |                        | Parti conservateur     | 1993-1994        | 1991-1996     | Whitchurch (1976-1983) et Whitchurch and Tongwynlais (1983-1996) |                                                      |
| 90   | Ricky Ormonde             |                        | Parti travailliste     | 1994-1995        | 1991-1996     | Splott (1974-1996)                                               |                                                      |
| 91   | Timothy Davies            |                        | Parti conservateur     | 1995-1996        | 1995-1999     | Whitchurch and Tongwynlais (1991-1995)                           | Dernier lord-maire du conseil de district            |

### Comté (depuis 1996)
| Rang                                                     | Nom                  | Appartenance politique | Appartenance politique | Année municipale       | Cycle électif | Section électorale                             | Note |
| -------------------------------------------------------- | -------------------- | ---------------------- | ---------------------- | ---------------------- | ------------- | ---------------------------------------------- | --- |
| 92                                                       | John Phillips        |                        | Parti travailliste     | 1996-1997              | 1995-1999     | Llanrumney (1996-1999)                         | Premier lord-maire du conseil de comté de la cité et comté                                                               |
| 93                                                       | Max Phillips         |                        | Parti travailliste     | 1997-1998              | 1995-1999     | Fairwater (1996-2004)                          | |
| 94                                                       | Marion Drake         |                        | Parti travailliste     | 1998-1999              | 1995-1999     | Radyr and Saint Fagans (1996-1999)             | |
| 95                                                       | Russell Goodway (en) |                        | Parti travailliste     | 1999-2000              | 1999-2004     | Ely (depuis 1996),                             | Premier et seul conseiller cumulant les fonctions de lord-maire et de chef pendant quatre années municipales (1999-2003) |
| 96                                                       | Russell Goodway (en) | 2000-2001              | Parti travailliste     |                        | 1999-2004     | Ely (depuis 1996),                             | Premier et seul conseiller cumulant les fonctions de lord-maire et de chef pendant quatre années municipales (1999-2003) |
| 97                                                       | Russell Goodway (en) | 2001-2002              | Parti travailliste     |                        | 1999-2004     | Ely (depuis 1996),                             | Premier et seul conseiller cumulant les fonctions de lord-maire et de chef pendant quatre années municipales (1999-2003) |
| 98                                                       | Russell Goodway (en) | 2002-2003              | Parti travailliste     |                        | 1999-2004     | Ely (depuis 1996),                             | Premier et seul conseiller cumulant les fonctions de lord-maire et de chef pendant quatre années municipales (1999-2003) |
| 99                                                       | Gordon Houlston      |                        | Parti travailliste     | 2003-2004              | 1999-2004     | Splott (1996-2004)                             | Premier conseiller à redevenir lord-maire selon l’ancien système                                                         |
| 100                                                      | Jacqui Gasson (en)   |                        | Démocrates libéraux    | 2004-2005              | 2004-2008     | Caerau (1996-2012)                             | Première démocrate libérale à accéder à la fonction                                                                      |
| 101                                                      | Freda Salway         |                        | Démocrates libéraux    | 2005-2006              | 2004-2008     | Roath (1996-2012)                              | |
| 102                                                      | Gareth Neale         |                        | Parti conservateur     | 2006-2007              | 2004-2008     | Rhiwbina (1999-2008)                           | |
| 103                                                      | Gill Bird            |                        | Parti travailliste     | 2007-2008              | 2004-2008     | Llanrumney (1996-2008)                         | |
| 104                                                      | Kate Lloyd           |                        | Démocrates libéraux    | 2008-2009              | 2008-2012     | Cyncoed (à partir de 1999)                     | |
| 105                                                      | Brian Griffiths      |                        | Parti conservateur     | 2009-2010              | 2008-2012     | Whitchurch and Tongwynlais (2004-2012)         | |
| 106                                                      | Keith Hyde           |                        | Démocrates libéraux    | 2010-2011              | 2008-2012     | Pentwyn (à partir de 2008)                     | |
| 107                                                      | Delme Bowen (en)     |                        | Plaid Cymru            | 2011-2012              | 2008-2012     | Creigiau and Saint Fagans (1996-2012)          | Premier nationaliste à accéder à la fonction                                                                             |
| Vacance de la fonction (17 mai — 27 septembre 2012)      |                      |                        |                        |                        |               |                                                | |
| 108                                                      | Derrick Morgan       |                        | Parti travailliste     | 2012-2013 (incomplète) | 2012-2017     | Lanrumney (2004-2017),                         | |
| 109                                                      | Derrick Morgan       | 2013-2014              | Parti travailliste     |                        | 2012-2017     | Lanrumney (2004-2017),                         | |
| 110                                                      | Margaret Jones       |                        | Démocrates libéraux    | 2013-2014              | 2012-2017     | Cyncoed (2004-2016)                            | |
| 111                                                      | David Walker         |                        | Parti conservateur     | 2015-2016              | 2012-2017     | Lisvane (1999-2022),                           | |
| 112                                                      | Monica Walsh         |                        | Parti travailliste     | 2016-2017              | 2012-2017     | Trowbridge (2004-2017)                         | |
| 113                                                      | Bob Derbyshire       |                        | Parti travailliste     | 2017-2018              | 2017-2022     | Rumney (depuis 1999)                           | |
| 114                                                      | Dianne Rees          |                        | Parti conservateur     | 2018-2019              | 2017-2022     | Pontprennau and Old Saint Mellons (2004-2022), | |
| 115                                                      | Daniel De’Ath,       |                        | Parti travailliste     | 2019-2020 (étendue)    | 2017-2022     | Plasnewydd (depuis 2012)                       | Premier lord-maire noir                                                                                                  |
| 116                                                      | Rod McKerlich        |                        | Parti conservateur     | 2020-2021 (réduite)    | 2017-2022     | Radyr (2008-2022),                             | |
| 117                                                      | Rod McKerlich        | 2021-2022              | Parti conservateur     |                        | 2017-2022     | Radyr (2008-2022),                             | |
| 118                                                      | Graham Hinchey       |                        | Parti travailliste     | 2022-2023              | 2022-2027     | Heath (depuis 1996)                            | |
| 119                                                      | Bablin Molik         |                        | Démocrates libéraux    | 2023-2024              | 2022-2027     | Cyncoed (depuis 2017)                          | Première femme de couleur lord-maire                                                                                     |
| 120                                                      | Jane Henshaw         |                        | Parti travailliste     | 2024-2025 (incomplète) | 2022-2027     | Splott (2017-2024)                             | Morte pendant l’exercice de son mandat                                                                                   |
| Vacance de la fonction (22 septembre — 28 novembre 2024) |                      |                        |                        |                        |               |                                                | |
| 121                                                      | Helen Lloyd Jones    |                        | Parti travailliste     | 2024-2025 (incomplète) | 2022-2027     | Radyr and Morganstown (depuis 2022)            | Vice-lord-maire (2024)                                                                                                   |